# WTA Waregem
Das WTA Waregem (offiziell: Belgian Ladies Open) war ein Tennisturnier der WTA Tour, das in der belgischen Stadt Waregem ausgetragen wurde.

## Siegerliste

### Einzel
| Jahr | Siegerin       | Finalgegnerin | Ergebnis |
| ---- | -------------- | ------------- | -------- |
| 1992 | Wiltrud Probst | Meike Babel   | 6:2, 6:3 |

### Doppel
| Jahr | Siegerinnen                  | Finalgegnerinnen                | Ergebnis |
| ---- | ---------------------------- | ------------------------------- | -------- |
| 1992 | Manon Bollegraf Caroline Vis | Olena Brjuchowez Petra Langrová | 6:4, 6:3 |